# Piacenza Football Club 1925-1926
Questa pagina raccoglie le informazioni riguardanti il Piacenza Football Club nelle competizioni ufficiali della stagione 1925-1926.

## Stagione
In questa stagione il Piacenza ha disputato il girone C della Seconda Divisione Nord e con 17 punti si è classificato al settimo posto.

## Rosa
| N. |                   | Ruolo | Calciatore          |
| -- | ----------------- | ----- | ------------------- |
|    | Italia (bandiera) | A     | Ugo Armani          |
|    | Italia (bandiera) | A     | Antonio Benassi     |
|    | Italia (bandiera) | A     | Giovanni Bergonzi   |
|    | Italia (bandiera) | C     | Mario Bernetti      |
|    | Italia (bandiera) | D     | Pietro Bolledi      |
|    | Italia (bandiera) | C     | Luigi Brizzi        |
|    | Italia (bandiera) | C     | Pietro Cappa        |
|    | Italia (bandiera) | A     | Francesco Cavallini |
|    | Italia (bandiera) | P     | Mattia Cerruti      |
|    | Italia (bandiera) | A     | Angelo Contardi     |
|    | Italia (bandiera) | P     | Arturo Filippini    |
|    | Italia (bandiera) | D     | Ettore Gambazza     |
|    | Italia (bandiera) | A     | Garetto             |

| N. |                   | Ruolo | Calciatore         |
| -- | ----------------- | ----- | ------------------ |
|    | Italia (bandiera) | P     | Ferdinando Gavioli |
|    | Italia (bandiera) | C     | Aldo Gobbi         |
|    | Italia (bandiera) | A     | Giulio Loranzi     |
|    | Italia (bandiera) | C     | Carlo Malchiodi    |
|    | Italia (bandiera) | D     | Alfredo Massari    |
|    | Italia (bandiera) | C     | Pietro Ongarelli   |
|    | Italia (bandiera) | D     | Michele Paleari    |
|    | Italia (bandiera) | D     | Giuseppe Rapetti   |
|    | Italia (bandiera) | A     | Antonio Rossetti   |
|    | Italia (bandiera) | C     | Adolfo Salamoni    |
|    | Italia (bandiera) | C     | Carlo Soressi      |
|    | Italia (bandiera) | C     | Renato Tammi       |
|    | Italia (bandiera) | C     | Giuseppe Vernaschi |

## Statistiche

### Statistiche di squadra
| Competizione                 | Punti | In casa | In casa | In casa | In casa | In casa | In casa | In trasferta | In trasferta | In trasferta | In trasferta | In trasferta | In trasferta | Totale | Totale | Totale | Totale | Totale | Totale | DR  |
| Competizione                 | Punti | G       | V       | N       | P       | Gf      | Gs      | G            | V            | N            | P            | Gf           | Gs           | G      | V      | N      | P      | Gf     | Gs     | DR  |
| ---------------------------- | ----- | ------- | ------- | ------- | ------- | ------- | ------- | ------------ | ------------ | ------------ | ------------ | ------------ | ------------ | ------ | ------ | ------ | ------ | ------ | ------ | --- |
| Seconda Divisione - girone C | 17    | 10      | 6       | 2       | 2       | 20      | 14      | 10           | 1            | 1            | 8            | 11           | 27           | 20     | 7      | 3      | 10     | 31     | 41     | -10 |

### Statistiche dei giocatori
| Giocatore    | Seconda Divisione | Seconda Divisione |
| Giocatore    | Presenze          | Reti              |
| ------------ | ----------------- | ----------------- |
| U. Armani    | 11                | 8                 |
| A. Benassi   | 19                | 3                 |
| G. Bergonzi  | 15                | 2                 |
| M. Bernetti  | 19                | 7                 |
| Biavati      | 1                 | 0                 |
| P. Bolledi   | 6                 | 0                 |
| L. Brizzi    | 1                 | 0                 |
| P. Cappa     | 13                | 4                 |
| F. Cavallini | 5                 | 2                 |
| M. Cerruti   | 3                 | -3                |
| A. Contardi  | 4                 | 1                 |
| A. Filippini | 8                 | -19               |
| E. Gambazza  | 1                 | 0                 |
| Garetto      | 4                 | 1                 |
| F. Gavioli   | 8                 | -16               |
| A. Gobbi     | 18                | 0                 |
| G. Loranzi   | 5                 | 1                 |
| C. Malchiodi | 4                 | 0                 |
| A. Massari   | 20                | 1                 |
| P. Ongarelli | 10                | 0                 |
| M. Paleari   | 10                | 1                 |
| G. Rapetti   | 19                | 0                 |
| A. Rossetti  | 1                 | -3                |
| A. Salamoni  | 3                 | 0                 |
| C. Soressi   | 2                 | 0                 |
| R. Tammi     | 6                 | 0                 |
| G. Vernaschi | 3                 | 0                 |